# John Cho
John Yohan Cho (kor. 조요한, ur. 16 czerwca 1972 w Seulu) – amerykański aktor filmowy i telewizyjny oraz muzyk. Grał m.in. w filmach z serii American Pie (1999–2012), Harold i Kumar (2004–2011) oraz Star Trek (2009-2016).

## Życiorys

### Życie osobiste
Cho urodził się w Seulu (Korea Południowa), natomiast wychowywał się w Los Angeles, gdzie jego rodzina osiedliła się w 1978. Jego ojciec pełni funkcję ministra.
Cho ukończył liceum im. Herberta Hoovera w Glendale, położonym w stanie Kalifornia w 1990. Potem uczęszczał na Uniwersytet Kalifornii w Berkeley, który skończył w 1996 licencjatem języka angielskiego, po czym zaczął uczyć angielskiego w Pacific Hills School w West Hollywood, w stanie Kalifornia. Ożenił się z aktorką Kerri Higuchi i mają dwoje dzieci.

### Kariera
Przełomem w karierze Cho była mała rola w komedii American Pie, czyli sprawa dowCipna (1999), w której spopularyzował slangowy termin MILF. W tym samym roku pojawił się w drugoplanowych rolach w American Beauty i Bowfinger. W 2002 Cho zagrał główną rolę w Better Luck Tomorrow, czarnej komedii skupiającej się na trudnościach grupy Amerykanów azjatyckiego pochodzenia żyjących w południowej Kalifornii, którzy spełniają się na polu naukowym i akademickim, lecz nie na polu towarzyskim. W komedii O dwóch takich, co poszli w miasto (2004) zagrał jedną z głównych ról. Cho był także jedną z gwiazd sitcomu Luz we dwóch, który jednak szybko zszedł z anteny z powodu protestów środowisk katolickich. Ponadto grał ducha w Dead Man Dating oraz był gwiazdą sitcomu telewizji FOX Kill grill. We wrześniu 2006 Cho znalazł się w obsadzie komedii NBC pt. The Singles Table. Serial ten jednak nigdy nie wszedł na antenę z powodu zmian w harmonogramie i produkcji. W 2007 Cho dołączył do obsady serialu Brzydula Betty, w którym gra Kenniego, najlepszego przyjaciela księgowego Henriego Grubsticka. W 2009 roku zagrał rolę Hikaru Sulu w Star Treku.
Jest liderem Viva La Union, zespołu z Los Angeles składającego się z byłych członków zespołu UCB, a także studentów Uniwersytetu Południowej Kalifornii.
W 2008 razem z wieloma innymi gwiazdami, pojawił się w teledysku Nasa Be a Nigger Too.

## Filmografia
- 1997: Fakty i akty (Wag the Dog) jako Aide #3
- 1997: Shopping for Fangs jako Clarence
- 1998: Czarodziejki (Charmed) jako Mark Chao  (serial)
- 1999: American Beauty jako Sale House Man #1
- 1999: Bowfinger jako Nightclub Cleaner
- 1999: American Pie, czyli sprawa dowCipna (American Pie) jako John
- 2000: Flintstonowie: Niech żyje Rock Vegas! (The Flintstones in Viva Rock Vegas) jako Parking Valet
- 2001: American Pie 2 jako John
- 2001: Ewolucja (Evolution) jako student
- 2001: Spadaj na ziemię (Down to Earth) jako Phil Quon
- 2001: Chinka (Pavilion of Women) jako Fengmo Wu
- 2002: Better Luck Tomorrow jako Steve Choe
- 2002: Solaris jako Wysłannik
- 2002: Duży, gruby kłamczuch (Big Fat Liar) jako Dustin Wong
- 2003: American Pie: Wesele (American Wedding) jako John
- 2004: W doborowym towarzystwie (In Good Company) jako Petey
- 2004: O dwóch takich, co poszli w miasto (Harold and Kumar Go to White Castle) jako Harold
- 2004: See This Movie jako Larry Finkelstein
- 2005: Kill grill (Kitchen Confidential) jako Teddy Wong
- 2006: Jak zostać gwiazdą (American Dreamz) jako Ittles
- 2006: Skradziony notes (Bickford Shmeckler's Cool Ideas)
- 2007: West 32nd jako John Kim
- 2007: Odwrócić przeznaczenie (The Air I Breathe) jako Bankier
- 2007: Ciastko z niespodzianką (Smiley Face) jako Mikey
- 2008: Expats jako Albert
- 2008: Harold & Kumar Escape from Guantanamo Bay jako Harold Lee
- 2009: Star Trek jako Hikaru Sulu
- 2009: FlashForward: Przebłysk jutra jako Demetri Noh (serial)
- 2012: Pamięć absolutna jako McClane
- 2013: W ciemność. Star Trek jako Sulu
- 2014: Selfie jako Henry Higgs (serial)
- 2016: Star Trek: W nieznane[1] jako Sulu
- 2018: Searching[1] jako David Kim
- 2018: The Oath[1] jako Peter
- 2019: The Twilight Zone jako Raff Hanks (odc. The Wunderkind[1])
- 2021: Cowboy Bebop jako Spike Spiegel (serial)
- 2025: Pamiętniki Mordbota (Murderbot) jak Eknie Jef Chem (grający kapitana Hosseina)